# SS-520
SS-520, é um foguete de sondagem de origem japonesa, de dois estágios, sendo o primeiro um motor idêntico ao do S-520,
e um segundo, semelhante, porém mais curto, e muito e muito mais leve, pois o seu invólucro é feto de fibra de carbono. Apenas dois lançamentos foram efetuados: o
primeiro no início de 1998 e o segundo no final de 2000.

## Características
O SS-520, é um foguete de dois estágios, movido a combustível sólido, com as seguintes características:
- Altura: 9,7 m
- Diâmetro: 52 cm
- Massa total: 2.600 kg
- Carga útil:
- Apogeu: 1.000 km
- Estreia: 5 de fevereiro de 1998
- Último: 4 de dezembro de 2000
- Lançamentos: 2